# Ратнер, Александр Петрович
Александр Петрович (Хацкелевич) Ратнер (1906—1956) — советский учёный-радиохимик, доктор химических наук, профессор. Участник пуска первого в СССР радиохимического завода.

## Биография
Окончил ЛГУ, оставлен на кафедре для преподавательской деятельности. Ученик В. Г. Хлопина.
Одновременно работал в Радиевом институте: научно-технический сотрудник (1929), аспирант (1930), старший специалист (1932), с 1937 г. заместитель заведующего Химическим отделом, с 1938 -заведующий адсорбционной лабораторией.
В 1935 г. утверждён в ученой степени кандидата химических наук без защиты диссертации. С 1937 г. доктор химических наук. Профессор.
Автор научных исследований по изучению химических свойств плутония и нептуния, адсорбции радиоэлементов, занимался разработкой технологии выделения плутония и очистки его от примесей урана и продуктов деления. В 1949-1951 научный руководитель Радиохимического завода.
За обеспечение первой ядерной бомбы плутонием в октябре 1949 г. присуждена Сталинская премия I степени.

## Награды и премии
- орден Ленина (29.10.1949; 27.03.1955)
- орден Красной Звезды (21.03.1947)
- Сталинская премия первой степени (1949) — за разработку технологии химического выделения плутония